# Lux (Côte-d’Or)
Lux ist eine französische Gemeinde mit 512 Einwohnern (Stand: 1. Januar 2022) im Département Côte-d’Or in der Region Bourgogne-Franche-Comté. Sie gehört zum Arrondissement Dijon und zum Kanton Is-sur-Tille.

## Geographie
Lux liegt etwa 22 Kilometer nordnordöstlich von Dijon am Tille. Umgeben wird Lux von den Nachbargemeinden Til-Châtel im Norden und Nordwesten, Véronnes im Norden, Bourberain im Osten und Nordosten, Bèze im Osten und Südosten, Beire-le-Châtel im Süden und Südwesten, Spoy im Süden, Pichanges im Südwesten sowie Gemeaux im Westen.

## Bevölkerungsentwicklung
| Jahr                       | 1962 | 1968 | 1975 | 1982 | 1990 | 1999 | 2006 | 2013 | 2019 |
| Einwohner                  | 406  | 389  | 415  | 435  | 468  | 502  | 514  | 522  | 516  |
| Quellen: Cassini und INSEE |      |      |      |      |      |      |      |      |      |

## Sehenswürdigkeiten
- Geburts-Kirche (Église de la Nativité)
- Schloss Lux

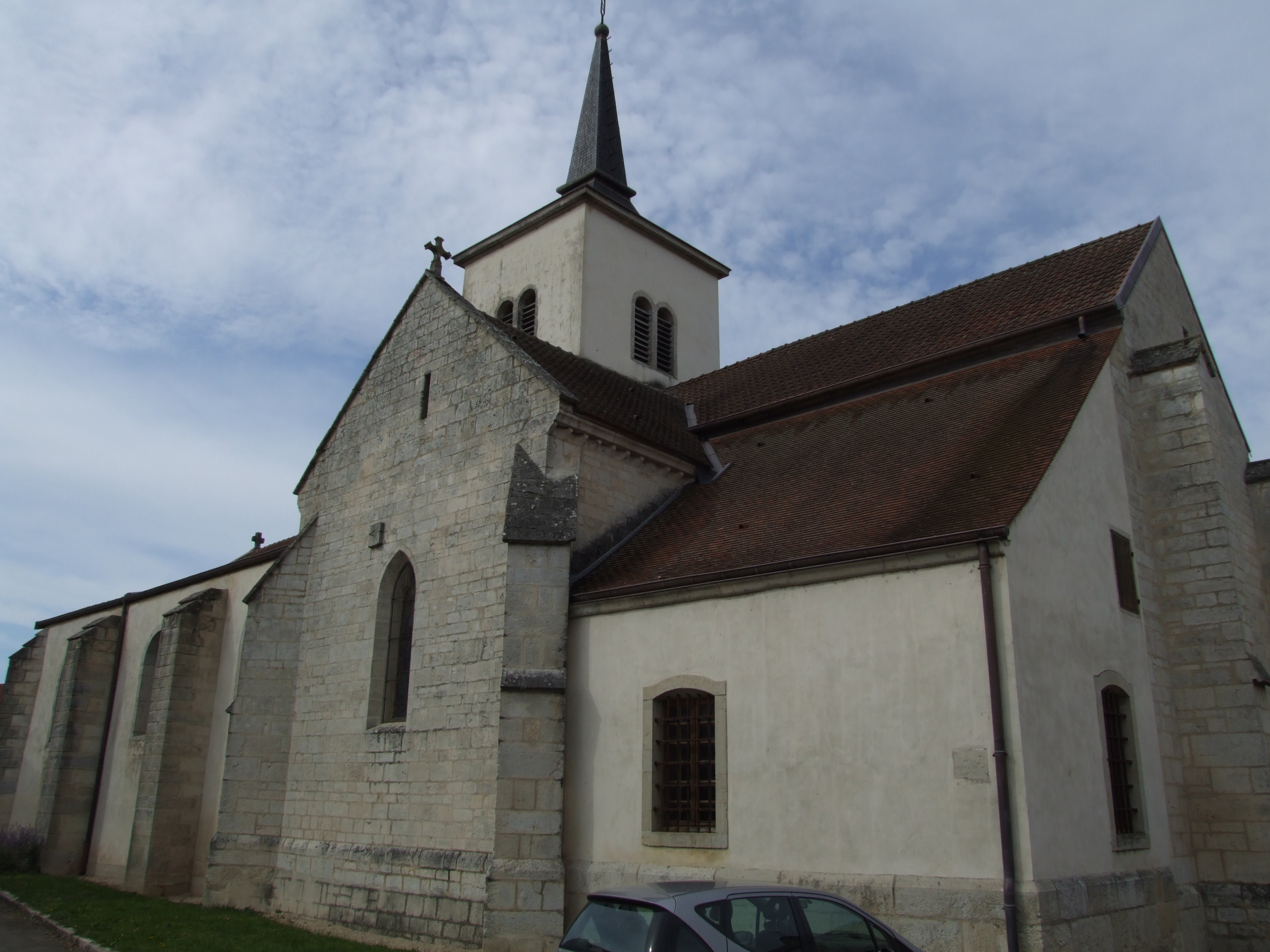
Geburts-Kirche
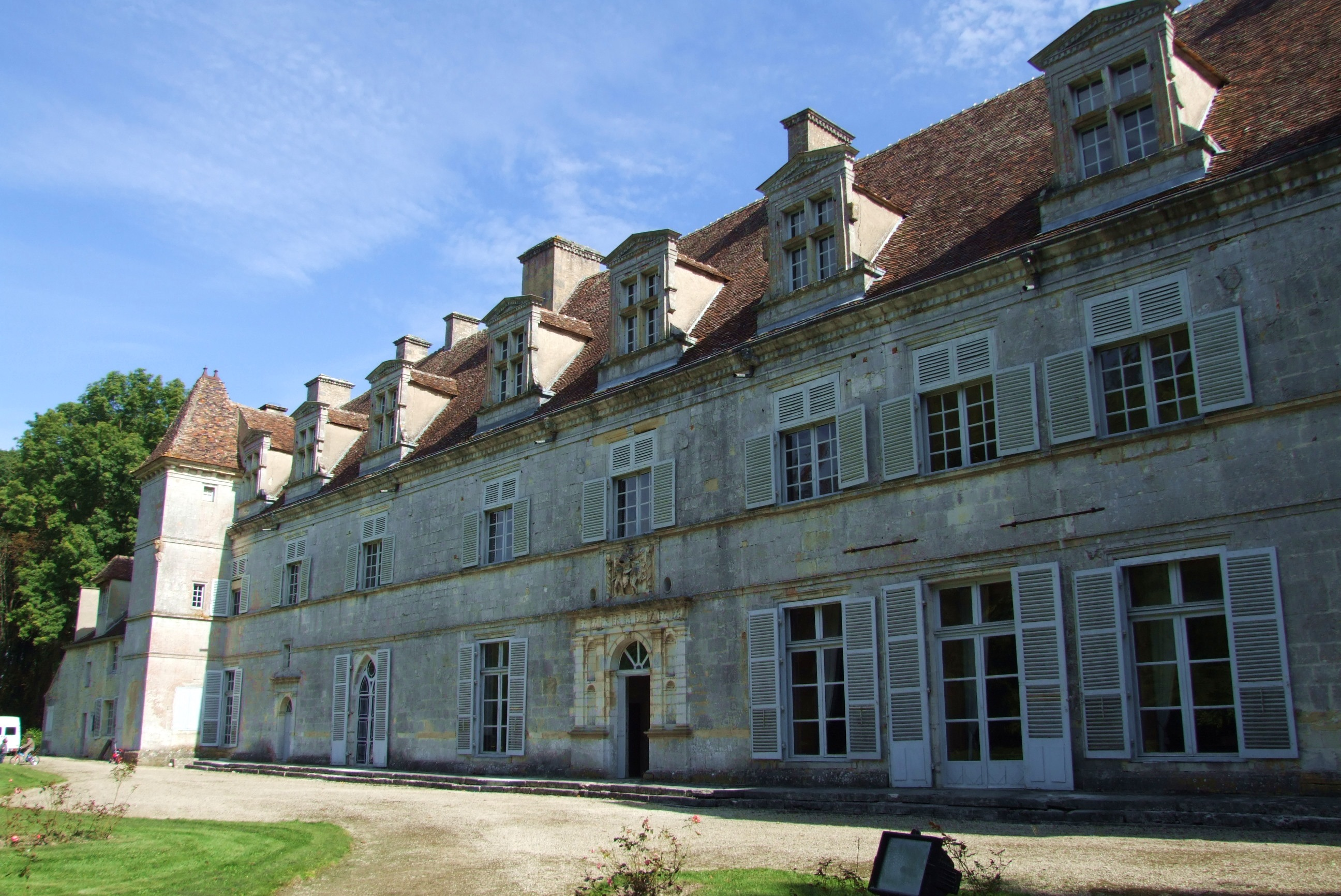
Schloss Lux